# لویی لومیر / گفتگو با لانگلوآ و رنوآر
لویی لومیر / گفتگو با لانگلوآ و رنوآر (انگلیسی: Louis Lumière / conversation avec Langlois et Renoir) یک فیلم ۶۶ دقیقه‌ای از گفتگوی آنری لانگلوآ بنیان‌گذار و مدیر سینماتک فرانسه و ژان رنوآر کارگردان نامدار سینمای فرانسه است. این فیلم در سال ۱۹۶۸ منتشر شد و کارگردانی آن به‌عهدهٔ اریک رومر بوده‌است.